# José Ignacio Sáenz Marín
José Ignacio Sáenz Marín (Logronyo, 29 de maig de 1973) és un futbolista riojà, ja retirat, que jugava com a migcampista defensiu. Va ser dos cops internacional amb la selecció espanyola.

## Trajectòria
Va començar la seua carrera en el club de la seua ciutat, el CD Logroñes, amb qui va debutar a primera divisió la temporada 93/94, en partit contra el FC Barcelona. Amb l'equip de Las Gaunas hi romandria dos anys, quan descens a Segona Divisió. José Ignació fitxa llavors pel València CF, queda segon de la lliga, la millor posició dels merengots en tota la dècada. El de La Rioja juga més de 25 partits en cadascuna de les dues temporades a Mestalla.
El 1997 s'incorpora al Reial Saragossa, equip en el qual milita cinc temporades, aconseguint un lloc titular a l'onze aragonés. La temporada 00/001, assoleix, amb sis gols, la seua millor marca golejadora a la màxima categoria.
Quan el Saragossa baixa a Segona, José Ignacio passa al Celta de Vigo, on també realitza un paper destacat en els dos anys què hi juga, ajudant a l'històric quart lloc dels gallecs la temporada 02/03. A la següent, però, els de Vigo no poden mantindre la categoria i baixen a Segona Divisió. José Ignacio acompanyaria al Celta una temporada a Segona abans de retirar-se el 2005.
Una vegada penjades les botes, José Ignacio ha ocupat llocs a l'staff tècnic del CD Logroñés.

## Selecció espanyola
José Ignacio va jugar dos partits internacionals amb la selecció espanyola, l'any 2001.
En categories inferiors, va formar part del combinat olímpic que va acudir als Jocs d'Atlanta 1996.

## Palmarès

### Club
Zaragoza
- Copa del Rei: 2000–01

### Internacional
Espanya sub-21
- Campionat d'Europa de Futbol sub-21 de la UEFA: Finalista 1996[2]